# Gouvernements Hôtel
Het Gouvernements Hôtel, of Paleis van Daendels, of het Witte Huis, is een kantoorgebouw in Jakarta, Indonesië uit 1809, dat momenteel in gebruik is door het Indonesische ministerie van Financiën. Het gebouw moest de nieuwe residentie worden van gouverneur-generaal Herman Willem Daendels, in Batavia, Nederlands-Indië. De bouw lag stil tijdens de Engelse bezetting tussen 1811 en 1815. Na de bezetting werd de bouw hervat maar werd de bestemming veranderd van residentie van de gouverneur-generaal naar kantoorgebouw voor verschillende overheidsdiensten. Het gebouw staat op de Indonesische monumentenlijst.

## Geschiedenis
Daendels was in 1808 als gouverneur-generaal naar Nederlands-Indië gekomen met de opdracht de gezondheid van de inwoners in Batavia te verbeteren. De bebouwing van de stad was geconcentreerd in de benedenstad waar de grachten dichtgeslibd waren en zorgden voor ziektes als malaria en cholera. Zijn plan was overheidsgebouwen te verplaatsen van de benedenstad naar het boven gelegen Weltevreden. Hij kocht het landgoed Weltevreden, dat een residentie was voor de gouverneur-generaal, maar vond dat het niet voldeed omdat het bouwvallig was geworden. Hij stelde aan de Raad van Indië de bouw van een nieuw gebouw voor op het landgoed, het Gouvernements Hôtel. Een voorstel dat werd aangenomen op 7 maart 1809.
Het enorme gebouw kwam in het centrum van het landgoed. Ten westen van het gebouw, waar eerst de Paradeplaats was, kwam later het Waterlooplein. Rond dit plein zouden ook woningen voor officieren en ambtenaren, kazernes en het hospitaal komen. De bouw begon op 1 juni 1809. Het gebouw bestond uit een hoofdgebouw (242 x 84 voet) dat als paleis zou dienen en zijvleugels (80 x 84 voet) waar kantoren zou komen. De zijvleugels waren door poortgebouwen (36 voet breed) verbonden met het hoofdgebouw. Achter was er ruimte voor kantoren, stallen voor paarden en koetsen en huisvesting voor bedienden. Het gebouw zou drie bouwlagen kennen. De architecten waren J.C. Schultze en J. Jongkind.
Het kasteel van Batavia en de stadsmuren liet Daendels grotendeels afbreken en de materialen die vrijkwamen werden gebruikt voor de bouw van het Gouvernements Hôtel.
Nadat Daendels was teruggeroepen naar Nederland, en zijn opvolger Janssens in 1811 capituleerde voor het Britse leger, werd de bouw stilgelegd. Een verdieping was gereed en die werd afgedekt met een bladerdakconstructie. Gedurende de vijfjarige Britse bezetting van Nederlands-Indië werden er geen aanpassingen gedaan aan het gebouw. Nadat de kolonie in 1816 weer overgedragen was aan Nederland kon de bouw in 1827 onder het gouverneurschap van De Bus hervat worden. De architect die het nieuwe ontwerp maakte was J. Tromp. In december 1827 werd de bouw voltooid. Daendels was inmiddels overleden en kon het resultaat niet zien.
Vanwege het grote tekort aan financiën werden de plannen gewijzigd. De bestemming van het Gouvernements Hôtel veranderde van residentie naar kantoorgebouw zodat meerdere overheidsgebouwen verkocht konden worden en de afdelingen in het nieuwe gebouw gehuisvest konden worden. De open galerijen die gepland waren werden dichtgemaakt zodat meer ruimte ontstond. Onder andere huisvestte het gebouw de vergaderzaal van de regering, de audiëntiezaal, alsook ruimtes voor het kabinet van de Gouverneur-Generaal, Financiën en het Hooggerechtshof. In de noordvleugel hadden de kas, de rekenkamer, het marinedepartement en de boekhouding hun intrek genomen. In de zuidvleugel waren het militair departement, het bureau van de hoofdingenieur van Waterstaat en de gebouwen, het postkantoor en de drukkerij van het land ondergebracht. Begin maart 1828 maakte het Hooggerechtshof bezwaar tegen de ruimtes die zij tot hun beschikking hadden. Het was te klein en het voldeed niet. De Bus gaf het Hof toestemming om de vergaderzaal op de eerste verdieping te gebruiken die voorheen door de regering werd gebruikt. In 1848 verhuisde het Hooggerechtshof en het Hoog Militair Gerechtshof vanwege ruimtegebrek naar een afzonderlijk bouwwerk naast het Paleis.
Sindsdien heeft het gebouw gediend als overheidsgebouw. Vanaf de Indonesische onafhankelijkheid doet het, samen met omringende nieuwbouw, dienst als ministerie van Financiën.
Voor de ontwikkeling van Weltevreden als satellietstad van Batavia was de komst van het Gouvernements Hôtel belangrijk. Nadien zijn rond het Waterlooplein veel andere historische gebouwen verrezen, zoals de kathedraal, de Bataviasche Schouwburg en de militaire sociëteit Concordia.

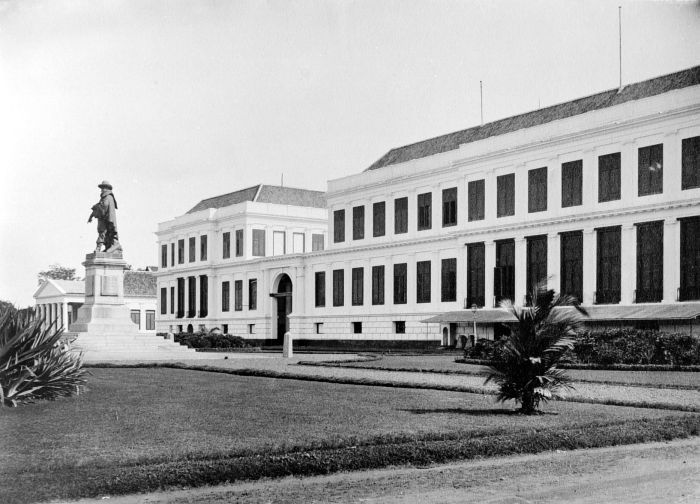
Het Gouvernements Hôtel en het standbeeld van J.P. Coen, tussen 1880 en 1920.
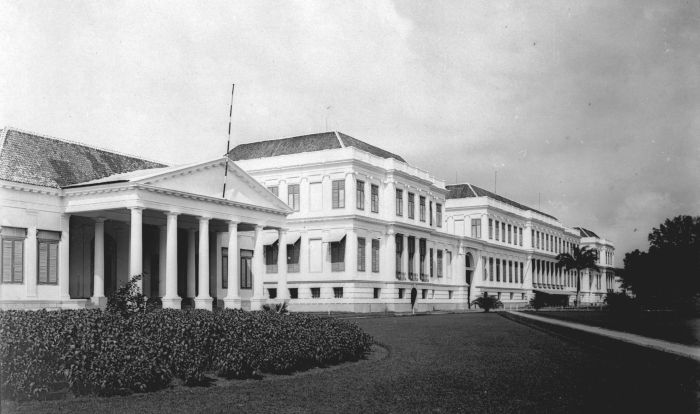
Links het Hooggerechtshof uit 1848 en daarnaast het Gouvernements Hôtel, tussen 1900 en 1940.